# Морозов, Геннадий Владимирович (полный кавалер ордена Славы)
 Геннадий Владимирович Морозов (17 февраля 1923, Иваново-Вознесенск — 27 апреля 2002, Иваново) — командир отделения, командир 45-мм орудия, слушатель курсов младших лейтенантов 60 армии 4-го Украинского фронта, гвардии старший сержант, участник Великой Отечественной войны, кавалер ордена Славы трёх степеней.

## Биография
Родился 17 февраля 1923 года в городе Иваново-Вознесенск (ныне Иваново) в семье рабочего. Русский. После школы работал электриком на фабрике им. Крупской.
В марте 1942 года был призван в Красную армию Ленинским райвоенкоматом города Иваново. Боевое крещение получил в боях под Сталинградом, был заряжающим в зенитной батареи в составе 226-й стрелковой дивизии. В ноябре 1943 года был ранен и только летом вернулся на фронт. Воевал на Центральном, Белорусском и 1-м Украинских фронтах. Участвовал в Курской битве, в боях за освобождение Украины. Летом 1944 года во время Львовско-Сандомирской наступательной операции гвардии старший сержант Морозов был наводчиком 45-мм орудия 3-го батальона 203-го стрелкового полка 70-й гвардейской стрелковой дивизии.
В наступательных боях и при прорыве обороны немцев, прикрывая свою пехоту, огнём из орудия уничтожил 8 огневых точек противника, отразил 10 контратак и истребил до 25 гитлеровцев. Был представлен командиром полка к награждению орденом Красной Звезды, но комдив генерал-майор Гусев Иван Андреевич изменил награду. В одном из следующих боёв Морозов был ранен и попал в госпиталь.
Приказом по войскам 70-й гвардейской стрелковой дивизии № 31/н от 12 сентября 1944 года гвардии старший сержант Морозов Геннадий Владимирович награждён орденом Славы 3-й степени (№ 807349, на фронте вручён не был).
К этому времени гвардеец воевал командиром отделения 3 стрелкового батальона 914-го стрелкового полка уже в составе 246-й Шумской стрелковой дивизии, и вновь был представлен к награде.
В сентябре 1944 года у деревни Каменица-Гурна (Подкарпатское воеводство, Польша) гвардии старший сержант Морозов, как командир стрелкового отделения, бесстрашно вёл своих бойцов в бой с противником. 12 сентября при взятии высоты Безымянной под сильным огнём противника увлёк за собой бойцов, организовал сильный автоматный огонь. Первым со своим отделением ворвался во вражеские траншеи и закрепился на занятом рубеже. В бою лично уничтожил 3-х гитлеровских солдат. Был ранен.
Приказом по войскам 246-й стрелковой дивизии (№ 055/н) от 31 октября 1944 года гвардии старший сержант Морозов Геннадий Владимирович награждён орденом Славы 3-й степени повторно (не был вручён).
В госпитале находился до января 1945 года. Вернулся в полк, участвовал в боях на территории Польши и Германии. В марте был направлен на курсы младших лейтенантов 60-й армии. Здесь встретил день Победы.
В мае 1945 года командиром учебной роты был представлен к награждению орденом Красной Звезды. В документе отмечалось:

 «… будучи командиром 45-мм орудия участвовал в боях за города Фатеж, Льговск, Малин, Глухов, Киев, Коростень, Винницу, Каменец-Подольский, Черновцы, Тростенец, Львов, Краков, действовал в составе 914 стрелкового полка 246 стрелковой дивизии…».— 
 Представление было поддержано начальником курсов, но изменено решением командующего армией.
Приказом по войскам 60-й армии (№ 0107/н) от 22 мая 1945 года гвардии старший сержант Морозов Геннадий Владимирович награждён орденом Славы 2-й степени (№ 19146).
В это время Морозов был уже курсантом Винницкого военного пехотного училища. Но учёбу не окончил, осенью 1945 года был демобилизован. На груди фронтовика кроме медалей был только один орден Славы 2-й степени.
Вернулся в родной город Иваново. Работал на той же фабрике им. Крупской с которой ушёл на фронт, затем до выхода на пенсию в 1983 году трудился в «Главэнергостроймеханизации».
Восстановить фронтовую ошибку в наградах помог случай. В 1953 году Морозов попал под суд по бытовой статье, из-за ссоры с родственниками жены. Тогда же у фронтовика изъяли награды. После возвращения из мест заключения обратился во Фрунзенский военкомат города Иваново с просьбой о возвращении наград. Вот тогда сотрудники военкомата и обратили внимание на несоответствия награждений — только один орден «Славы» 2-й степени. В результате поисков в архивах были найдены документы сразу на два ордена 3-й степени. Почти через полвека после Победы ветерану вручили последние боевые награды.
Приказом Министра обороны Российской Федерации от 19 апреля 1996 года № 232 Морозов Геннадий Владимирович в порядке перенаграждения награждён орденом Славы 1-й степени (№ 2141). Стал полным кавалером ордена Славы.
Скончался 27 апреля 2002 года. Похоронен на кладбище Балино города Иваново.

## Награды
- орден Отечественной войны I степени (11.03.1985)[2]
- орден Славы I степени(31.10.1944)[3]
- орден Славы II степени(12.05.1945)[4]
- орден Славы III степени (12.09.1944)[5]
  - медали, в том числе:
  - «За оборону Сталинграда» (1943)
  - «В ознаменование 100-летия со дня рождения Владимира Ильича Ленина» (6 апреля 1970)
  - «За победу над Германией» (1945)[6]
  - «20 лет Победы в Великой Отечественной войне 1941—1945 гг.» (7 мая 1965[7])
  - «30 лет Победы в Великой Отечественной войне 1941—1945 гг.»[8]
  - «40 лет Победы в Великой Отечественной войне 1941—1945 гг.»[9]
  - «50 лет Победы в Великой Отечественной войне 1941—1945 гг.»[10]
  - «Ветеран труда»
  - «30 лет Советской Армии и Флота»[11]
  - «40 лет Вооружённых Сил СССР»[12]
  - «50 лет Вооружённых Сил СССР» (26 декабря 1967[13])
  - «60 лет Вооружённых Сил СССР» (28 января 1978[14])

- Знак «25 лет победы в Великой Отечественной войне» (1970)

## Память
- На могиле Героя установлен надгробный памятник.
- Увековечен на сайте МО РФ «Дорога памяти»[15]